# Sent Martin d'Òidas
Sent Martin d'Òidas (en francès Saint-Martin-d'Oydes) és un municipi francès situat al departament de l'Arieja i a la regió d'Occitània.